# Wenzel Morakschi
Wenzel Morakschi von Noskau (auch: Moratschky, Mrakes, Marackhsy, Morakhsy, Wenzel von Noskau) (* um 1540; † um 1600) war ein niederösterreichischer Militär in Diensten des Kaisers. Er war mit der Niederschlagung des „Waldviertler Bauernaufstands“ in den Jahren 1596 und 1597 beauftragt, bei der er als „Bauernjäger“ einen üblen Ruf erlangte.

## Leben

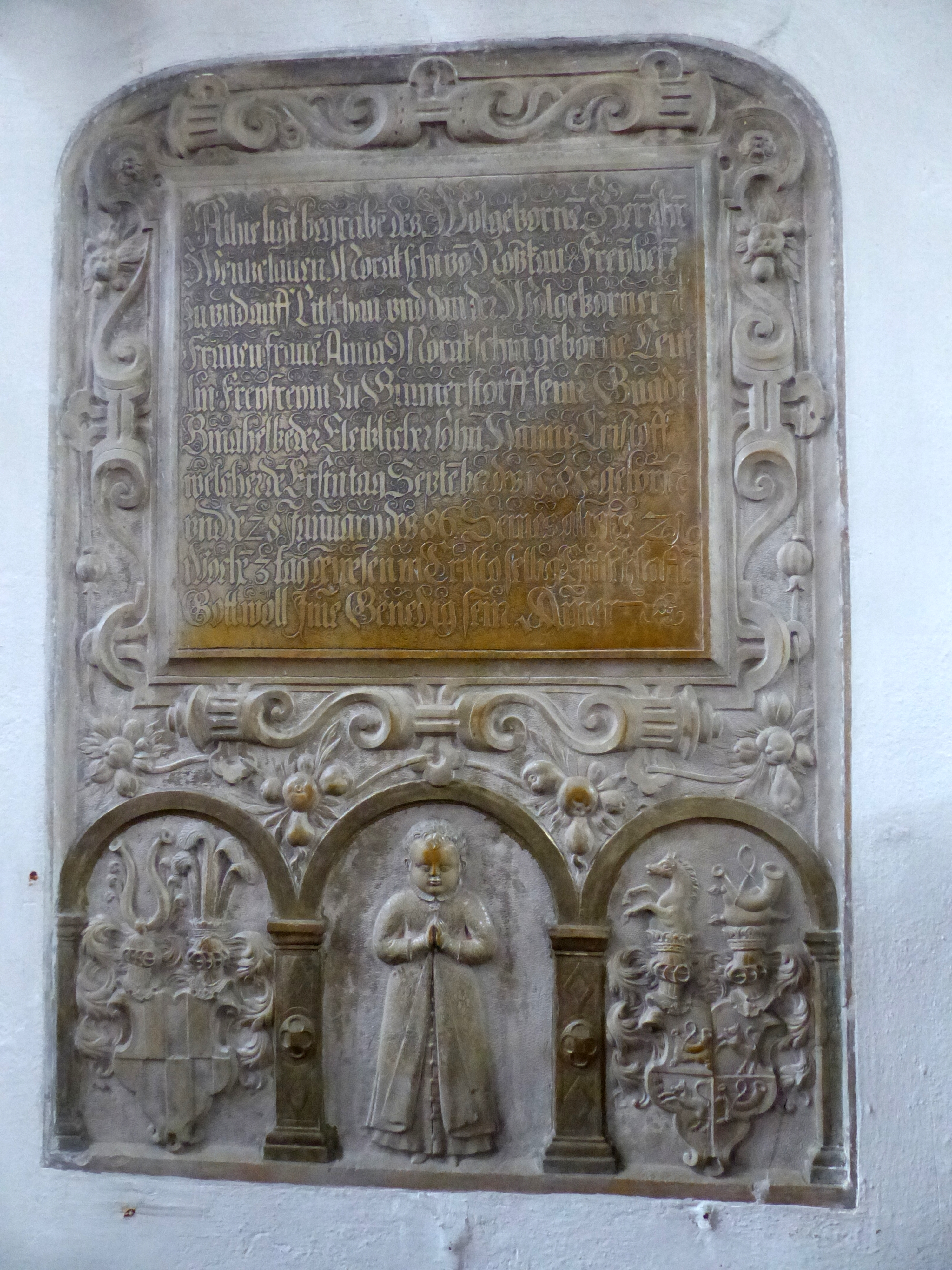
Grabstein Christoph Moratschky von 1586

Der um 1540 geborene protestantische Adelige Wenzel Morakschi von Noskau war ein Soldat in Diensten des Kaisers Rudolf II. und der niederösterreichischen Stände. 1587 wurde die Herrschaft Litschau an ihn übergeben. Er war verheiratet mit Anna Teufel von Gundersdorf. Ihr gemeinsamer Sohn  Christoph war bereits ein Jahr verstorben, als der Vater die Herrschaft übernahm.
Wenzel Morakschi brachte es bis zum Hofkriegsrat in Wien. 1595 suchte er um seinen Abschied an, um sich besser um seine Besitzungen zu kümmern.
Er war von 1596 bis 1600 kaiserlicher Generallandesobrist, nachdem es zu Bauernaufständen in Niederösterreich gekommen war, die sich insbesondere gegen die adeligen und geistlichen Grundherren richteten.
Nachdem Erzherzog Matthias von Österreich im Auftrag seines Bruders Kaiser Rudolf II. die Aufstellung einer Söldnertruppe zur Niederschlagung des Aufstandes befohlen hatte, vertraute er das Kommando über ein Landsknechtsregiment, das sich vor allem aus Haiducken aus dem ungarischen Königreich bestand und nördlich von Stockerau versammelt hatte, Wenzel Morakschi an, der mit ihm am 10. Februar 1597 in Richtung Krems aufbrach.
Am 10. März 1597 erreichte Morakschi Horn, wo sich die städtische Kommission um ein Einlenken der Aufständischen bemühte. Die Aufständischen leisteten jedoch vor allem im Raum Ottenschlag, Pöggstall und Emmersdorf noch Widerstand. Am 23. März 1597 wies Erzherzog Matthias Morakschi in einem Schreiben an, nunmehr hart, vor allem gegen die Anführer, vorzugehen. Er solle die Aufständischen ohne Barmherzigkeit mit Feuer und Schwert angreifen und ihre Weiber und Kinder gefangen nehmen. Zur Abschreckung empfahl der Erzherzog, Gefangenen die Finger oder sogar die rechte Hand abzuhauen. 
Morakschis Landsknechte gingen tatsächlicher mit großer Brutalität vor. Verstümmelungen, wie das Abschneiden der Nase, der Ohren oder von Gliedmaßen zählten zu ihren bevorzugten Maßnahmen, um die Landbevölkerung in Angst und Schrecken zu versetzen. Erzherzog Matthias drückte Morakschi am 5. April seine Anerkennung über die Niederschlagung des Aufstandes im Waldviertel aus, tadelte ihn aber gleichzeitig wegen der Zügellosigkeit seiner Truppe. Wenige Tage später brach auch der Aufstand im Viertel ober dem Wienerwald zusammen.
Nach der Niederschlagung des Aufstandes in Niederösterreich wurden 54 Angeklagte hingerichtet, rund 400 Aufständische wurden verstümmelt oder zu Zwangsarbeit in den Festungsgräben Wiens verurteilt. Hans Markgraber und sein Mitstreiter Georg Prunner wurden am 24. Oktober 1597 in Wien hingerichtet.
Unter Wenzel Morakschi wurde die Burg Litschau zum Renaissance-Schloss umgebaut. Die Morakschi kamen in finanzielle Engpässe, verloren ihren Besitz durch Entzug.

## Wenzel Morakschi in Legende und Sage
Der Legende nach soll Wenzel Morakschi zur Strafe für die blutige Unterdrückung des Waldviertler Bauernaufstandes in den Vollmondnächten auf dem Turm von Schloss Litschau, der angeblich von außen nur über eine Leiter zugänglich ist, herumspuken. Die Legende machte ihn außerdem anstelle des Obersten Seifried von Kollonitsch zum Anführer der berüchtigten „schwarzen Reiter“.